# ボブ・ボーグル
ロバート・レナード・「ボブ」ボーグル (Robert Lenard Bogle, 1934年1月16日 - 2009年6月14日) は、アメリカ合衆国出身のベーシスト兼ギタリスト。ザ・ベンチャーズ結成時からのオリジナルメンバーだった。

## 略歴
1934年1月16日、オクラホマ州ワグナー出身。ザ・ベンチャーズ結成時のオリジナルメンバーである。当初はリードギターを担当していた。ある建設会社に勤務していた頃にたまたまドン・ウイルソンと出会い、音楽の話で盛り上がっていつしか2人でギターを演奏するようになり、1959年ベンチャーズの歴史が幕を開ける。やがてベンチャーズが2人のユニットからドラムにホーウィー・ジョンソン、ベースにノーキー・エドワーズを迎え、バンドとして歩み始める。程なくノーキーがリードギターに、ボブがベースに交代し、ホーウィー・ジョンソンが交通事故に見舞われ止む無く脱退、メル・テイラーに交代するが、それ以降の輝かしい歴史はロックの歴史の一ページとなった。
1993年には日本人女性と結婚し、愛用のギターには夫人のプリクラが貼られていたことも。長年患っていた腰痛の悪化によって2005年からツアーからは引退した状態（後任はボブ・スポルディングが参加。その後も他界するまでレコーディングには参加していた）になっていたが、2009年6月14日、非ホジキンリンパ腫のため死去、同時に余命10年と宣告されながら12年間闘病していたことが明らかになった。
没後、生前の本人の意向によって夫人の出身地である愛媛県に墓が建立され、荼毘に付された後に納骨された。墓石には「ウォーク・ドント・ラン」の楽譜の一部と、愛用していたギターであるフェンダー・ジャズマスターが刻まれている。

## 音楽性
元々ギタリストであっただけあり、彼が奏でるベースラインは独特の物である。ノーキー・エドワーズがベースを弾いていた"Walk Don't Run"の原曲では普通のウォーキングベースであるが、ボブの演奏はむしろギターのフレージングそのものをベース奏法に転用させた「リードベース」とも言える豪快でメロディアスなフレーズが次々飛び出す。特にライヴではその傾向が一層強くなり、ルート音だけではない経過音を盛り込んだランニングベースや、ベースで「テケテケテケ・・・」を弾いたり、チョーキングを加えるなどのアドリブを加えることで、豪快かつドライヴ感満点のフレーズを引き出す。晩年はチョーキングを絡めた速弾きのベースソロを"Wipe Out"で加えるなど、単に「ベース」の領域に留まることの無いユニークさを見せていた。彼曰く「他のベーシストをあまり聴かなかったしコピーもしなかった。本当に自己流」と語るように、後述のエピソードの通り必要に迫られてベースを担当するようになったために生まれた結果であり、それが彼ならではのベースの演奏スタイルとなっている。
リードギターも数曲披露するが、こちらは極めてオーソドックスなプレイスタイルとなっている。愛器フェンダー・ジャズマスターのピックアップセレクターは常にミドルポジションに設定し、トレモロアームを握った状態で弾くのが特徴である。そのため微妙な音程の揺らぎが生じるのだが、それが却って彼ならではの味となっている。またライヴでは"Caravan"のドラムソロで見せる、ドラマーがベースの弦を叩いて鳴らす「スティック・オン・ベース」が見せ場となっている。ドラムとベースの二人の呼吸が合わないと成立しないテクニックである。ドラムソロだけではつまらないから、もっとエキサイティングにしたい、とメル・テイラーとアイデアを出し合った末に出来たものだと生前のインタビューで語っている。

## 使用機材
- フェンダー・ジャズマスター
- フェンダー・ジャズベース
- フェンダージャパン・ボブ・ボーグル・シグネチャー・モデル・ジャズベース
- フェンダー・プレシジョンベース
- モズライト・ベンチャーズモデル・ベース
- モズライト・コンボ・ベース
- カール・ヘフナー・ヴァイオリンベース
- レス・ポール　(1977年の来日ツアーで使用。ギブソン製かどうかは不明)
- アリアAP・ボブ・ボーグル・シグネチャー・モデル・ベース
- アリア・ベンチャーズモデル
- ブギーボディーズ製プレシジョンベースタイプ
- ピーヴィー・ベースアンプ
- フェンダー・ベースマン
- アンペグ・ベースアンプ

他

## エピソード
- ギターやベースの改造や修理は大抵自分で行ってしまうという。村下孝蔵は、ボブが真鍮のブロックから削りだしたジャズマスター用のブリッジサドルを贈られたが、村下本人は「勿体無くて使えない」と語っていた。1999年に村下が死去した際は、日本ツアー中であったがスケジュールを割いて通夜に参列した。
- 身長は177センチである。
- ロサンゼルスの老舗ライヴハウス"House Of Blues"で、ナンシー・シナトラやジョニー・リヴァースが飛び入りでゲスト参加したライヴを行ったときのこと、たまたまグラミー賞のプレゼンターとしてロス入りしていたエアロスミスのメンバー全員が訪れ、ライヴ後楽屋に表敬訪問した際、ベースのトム・ハミルトンがボブの所に来て、「ボブさん、ベースを教えて下さい!」と言って来たという。ライヴでボブが弾いていた幾つかのフレーズを教えて欲しいと熱心に聴いてきたという。その後もエアロスミスとはライヴに招待するなどの交流が続いている。
- ベースを演奏したのは何とベンチャーズのステージだったと語っていた。リハーサルの時にノーキー・エドワーズから「次のステージでリードギターをやるからベースを弾いてくれないか？」と頼まれ、渋々弾いたところ、リードギターよりも自由に弾くことが出来、更に上手く行ったため、ギタリストとしてのスタイルを既に確立していたノーキーとポジションチェンジしたということである。「これが意外と上手く行って、ベースを弾くのが楽しくなった。ベースは自分に自由を与えてくれた」と述懐している。その後もレコーディングやライヴではリードギターを披露していた。[2]
- 過去のパンフレットなどのプロフィールにはオレゴン州ポートランド出身と誤って記載されているケースが多いが、ポートランドは彼が幼少期に転居した地であり、正式な出身地はオクラホマ州ワグナーである。彼自身インタビューでオクラホマ出身であることを明言している。
- ミュージシャンを志していなかったら、映画俳優になりたかったらしい。
- ファンからは｢ボブさん」の愛称で親しまれた。
- 生前、ベンチャーズがとある週刊誌の特集記事に掲載された時ボブは好きな日本の食べ物としてカレーライスと答えていた。「カレーなら一週間、いや毎日でもいいよ」と語っていたとのこと。